# Voisey
Voisey település Franciaországban, Haute-Marne megyében. Lakosainak száma 275 fő (2022. január 1.). Voisey Betoncourt-sur-Mance, Barges, Bourbonne-les-Bains, Chézeaux, Guyonvelle, Melay, Montcharvot, Neuvelle-lès-Voisey, Pisseloup, Soyers, Velles, Rosières-sur-Mance és Vernois-sur-Mance községekkel határos.

## Népesség
A település népessége az elmúlt években az alábbi módon változott:
| Lakosok száma | 630  | 507  | 439  | 375  | 310  | 297  | 288  | 277  | 277  | 275  |
|               | 1968 | 1982 | 1990 | 2006 | 2013 | 2015 | 2017 | 2019 | 2020 | 2022 |